# Cá vạng mỡ
Cá vạng mỡ, tên khoa học Lactarius lactarius, là loài cá duy nhất còn tồn tại trong họ Lactariidae.